# Hans Ferdinand Linskens
Hans Ferdinand Linskens, född 22 maj 1921 i Lahr i Tyskland, död 13 augusti 2007, var en tysk botaniker och genetiker. Från 1957 till 1986 var han professor i botanik vid Radboud Universiteit Nijmegen. Linskens var chefredaktör för Theoretical and Applied Genetics mellan 1977 och 1987 och Sexual Plant Reproduction. Förutom tidskriftsredaktör var han också en inflytelserik redaktör för handböcker.
Linskens var en vald medlem av Deutsche Akademie der Naturforscher Leopoldina, Linnean Society of London, Koninklijke Nederlandse Akademie van Wetenschappen och Academie Royale des Sciences de Belgique.